# Ibara no Ou
Ibara no Ou (яп. いばらの王, англ. King of Thorn, укр. «Король Терній») — науково-фантастична манґа Юдзі Івахара, опублікована видавництвом Enterbrain в сейнен-журналі Monthly Comic Beam з жовтня 2002 по жовтень 2005 року в шести переплетених томах. За визнанням автора, деякі шаблони, що використовувалися в манзі, були скопійовані з фільмів. Аніме-фільм був адаптований компанією Kadokawa Pictures, зрежисиваний Казайоші Катаямою і випущений 1 травня 2010 року.

## Медіа

### Манґа
Ibara no Ou видавалася у журналі сейнен-манґи Monthly Comic Beam видавництва Enterbrain з жовтня 2002 по жовтень 2005. Пізніше глави манґи було зібрано і видано у шести танкобон-томах.
| - 01. «The Chosen Ones» - 02. «The People Trapped by Thorns» - 03. «That Day» - 04. «Face the Future» - 05. «The Thorn Girl» - Postscript |

| - 06. «Beyond the Dark Water» - 07. «One Down» - 08. «A Step to the Truth» - 09. «Level 4» - 10. «The Beat of Battle» - 11. «The Crown of Crosses and Thorns» - Postscript |

| - 12. «The Ends of the World» - 13. «Deep Rift» - 14. «Dangerous Place» - 15. «What Really Happened That Day» - 16. «The Secrets of the Water» - 17. «The Rules of Trust» - Postscript |

| - 18. «The Truth Behind Medusa» - 19. «Freefall» - 20. «Marco's Enemy» - 21. «The Bird to the Cage, Part 1» - 22. «The Bird to the Cage, Part 2» - 23. «The Bird to the Cage, Part 3» - 24. «Open Wound» - Postscript |

| - 25. «Loss» - 26. «A Part of the Heart» - 27. «Reunion with the Nemesis» - 28. «Alice's World» - 29. «Weakness and Reality» - 30. «Shizuku's Existence» - 31. «Conceit» - Postscript |

| - 32. «Marco's Death» - 33. «Reunion» - 34. «Resurrection» - 35. «The Final Fight» - 36. «Deep Thrench» - Final. «Beyond the Emotions» - Bonus. «Now What?» |